# Eduard Dallmann

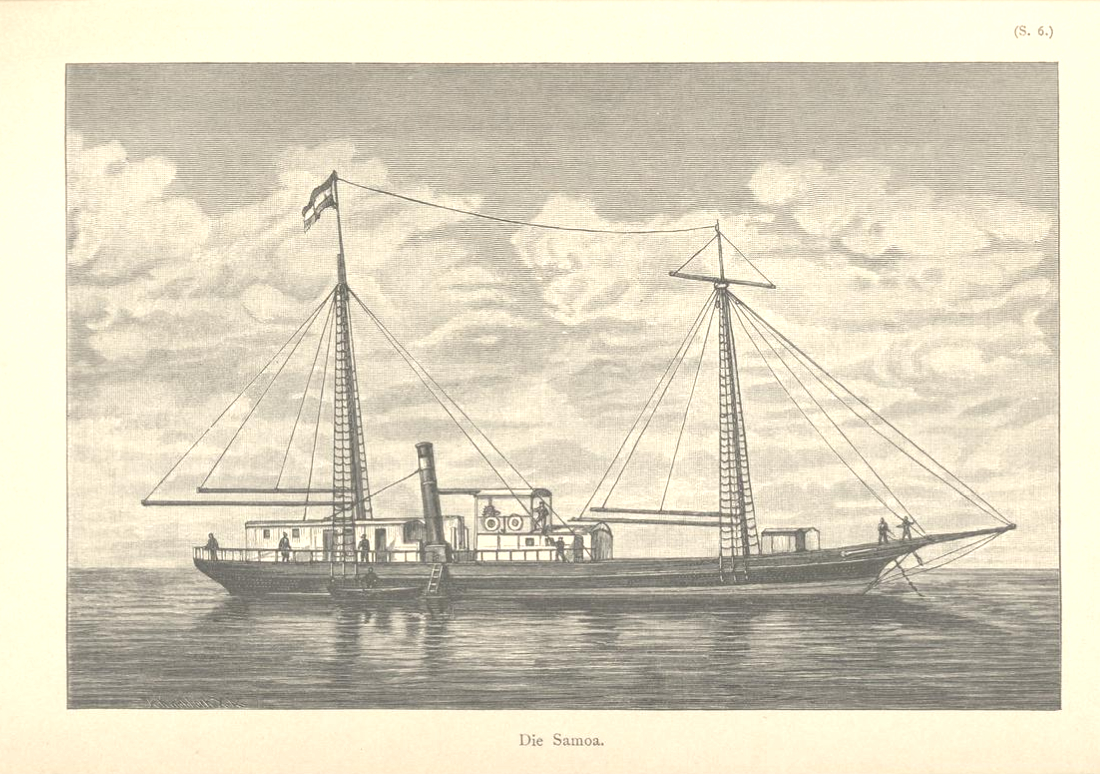
Parowiec Samoa

Eduard Dallmann (ur. 11 marca 1830 w Flethe, zm. 23 grudnia 1896 w Blumenthal) – niemiecki marynarz, odkrywca i polarnik. Kierownik pierwszej niemieckiej wyprawy w rejon Antarktyki (1873–1874).

## Życiorys
Eduard Dallmann urodził się 11 marca 1830 roku w Flethe. Do szkoły chodził w Vegesack. W 1845 roku popłynął w pierwszy rejs jako chłopiec okrętowy.
Przez lata pływał na statkach rybackich i wielorybniczych w rejonach polarnych, od 1860 roku jako kapitan. 18 sierpnia 1888 roku odkrył Wyspę Wrangla – na rok przed przybyciem Amerykanina De Longa, który nazwał wyspę.
Od lipca 1873 do lipca 1874 roku kierował pierwszą niemiecką ekspedycją w rejon Antarktyki na statku Groenland. Wprawa została zorganizowana z inicjatywy hamburskiego Polar-Schiffahrts-Gesellschaft. Wobec spadającej liczby wielorybów na północy, celem wyprawy było zbadanie liczebności wielorybów i fok na południu. Ekspedycja nie odniosła większego sukcesu komercyjnego, lecz przyniosła szereg odkryć geograficznych. Podczas pogoni za wielorybem, odkryto Cieśninę Bismarcka, Neumayer Channel i Wilhelm Archipelago.
W 1875 roku odbył wyprawę do amerykańskich regionów polarnych. W latach 1877–1882 pracował na zlecenie prywatnych inwestorów rosyjskich, by znaleźć całoroczną drogę morską między Europą a północną Syberią.
W latach 1884–1885 był kapitanem parowca Samoa – statku ekspedycji Otto Finscha (1839–1917) do północnych wybrzeży Nowej Gwinei na zlecenie. Nowa Gwinea Niemiecka uzyskała wówczas Ziemię Cesarza Wilhelma i Archipelag Bismarcka. W latach 1886–1889 i 1891–1893 pełnił funkcję kapitana parowca Ysabel prywatnego przedsiębiorstwa Neuguinea-Kompagnie, który obsługiwał wyspy Nowej Gwinei Niemieckiej. Niezadowolony z pracy dla przedsiębiorstwa i podupadły na zdrowiu wrócił do Niemiec. Zmarł 23 grudnia 1896 roku w Blumenthal.

## Upamiętnienie
Na cześć Dallmanna nazwano zatokę między Brabant Island a Antwerpią – Dallmann Bay, podwodny szczyt – Dallmann Seamount, górę na Ziemi Królowej Maud – Mount Dallmann i Dallmann Nunatak.
Od 1994 roku Alfred-Wegener-Institut prowadzi na Wyspie Króla Jerzego laboratorium im. Dallmanna na stacji naukowo-badawczej Carlini.